# Warburgiella philippinensis
Warburgiella philippinensis là một loài Rêu trong họ Sematophyllaceae. Loài này được (R.S. Williams) Broth. miêu tả khoa học đầu tiên năm 1925.